# Тетчер (Аризона)
Тетчер (англ. Thatcher) — місто (англ. town) в США, в окрузі Грем штату Аризона. Населення — 5231 особа (2020).

## Географія
Тетчер розташований за координатами 32°50′57″ пн. ш. 109°44′35″ зх. д. / 32.84917° пн. ш. 109.74306° зх. д. (32.849292, -109.743179).  За даними Бюро перепису населення США в 2010 році місто мало площу 17,43 км², з яких 17,39 км² — суходіл та 0,04 км² — водойми.

## Демографія
Згідно з переписом 2010 року, у місті мешкало 4865 осіб у 1606 домогосподарствах у складі 1121 родини. Густота населення становила 279 осіб/км².  Було 1840 помешкань (106/км²).
Расовий склад населення:
| - 85,2 % — білих - 1,8 % — корінних американців - 1,8 % — чорних або афроамериканців - 0,7 % — азіатів - 0,2 % — вихідців з тихоокеанських островів - 6,9 % — осіб інших рас |

До двох чи більше рас належало 3,4 %. Частка іспаномовних становила 21,6 % від усіх жителів.
За віковим діапазоном населення розподілялося таким чином: 26,7 % — особи молодші 18 років, 61,3 % — особи у віці 18—64 років, 12,0 % — особи у віці 65 років та старші. Медіана віку мешканця становила 26,6 року. На 100 осіб жіночої статі у місті припадало 93,9 чоловіків;  на 100 жінок у віці від 18 років та старших — 93,0 чоловіків також старших 18 років.
Середній дохід на одне домашнє господарство  становив 62 142 долари США (медіана — 44 167), а середній дохід на одну сім'ю — 78 113 долари (медіана — 56 466). Медіана доходів становила 48 382 долари для чоловіків та 39 565 доларів для жінок. За межею бідності перебувало 17,1 % осіб, у тому числі 13,9 % дітей у віці до 18 років та 10,6 % осіб у віці 65 років та старших.
Цивільне працевлаштоване населення становило 1798 осіб. Основні галузі зайнятості: освіта, охорона здоров'я та соціальна допомога — 34,0 %, роздрібна торгівля — 14,2 %, публічна адміністрація — 11,7 %, мистецтво, розваги та відпочинок — 9,8 %.